# Gare de Breil-sur-Roya
La gare de Breil-sur-Roya est une gare ferroviaire française des lignes de Nice à Breil-sur-Roya et de Coni à Vintimille. Elle est située sur le territoire de la commune de Breil-sur-Roya, dans le département des Alpes-Maritimes en région Provence-Alpes-Côte d'Azur.
Elle est mise en service en 1928 par la Compagnie des chemins de fer de Paris à Lyon et à la Méditerranée (PLM). 
C'est une gare de la Société nationale des chemins de fer français (SNCF), desservie par des trains TER Provence-Alpes-Côte d'Azur et des trains italiens.

## Situation ferroviaire
Établie à 306 mètres, la gare de bifurcation de Breil-sur-Roya est située au point kilométrique (PK) 77,717 de la ligne de Coni à Vintimille, entre les gares de Fontan - Saorge et de Piène (fermée), et au PK 44,086 de la ligne de Nice à Breil-sur-Roya. 
On y trouve le poste d'aiguillage gérant les circulations sur la ligne Nice/Breil et Vintimille/Limone.

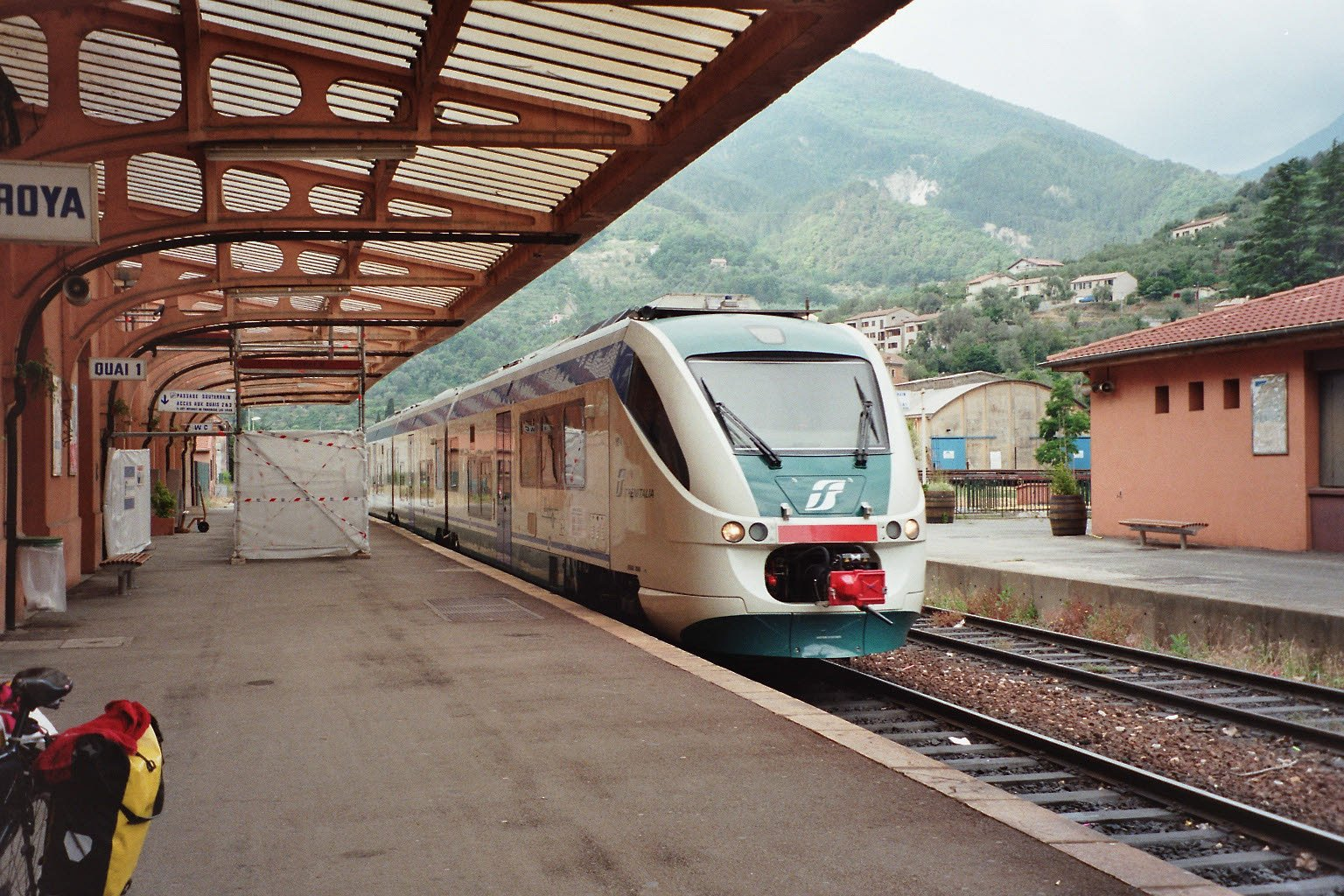
L'intérieur de la gare, voies, quais et train.

## Histoire
La gare est mise en service le 31 octobre 1928, lors de l'ouverture au trafic voyageurs de la ligne par la Compagnie des chemins de fer de Paris à Lyon et à la Méditerranée (PLM).

## Fréquentation
De 2015 à 2023, selon les estimations de la SNCF, la fréquentation annuelle de la gare s'élève aux nombres indiqués dans le tableau ci-dessous.
| Année     | 2015   | 2016   | 2017   | 2018   | 2019   | 2020   | 2021   | 2022   | 2023   |
| --------- | ------ | ------ | ------ | ------ | ------ | ------ | ------ | ------ | ------ |
| Voyageurs | 51 425 | 57 215 | 71 707 | 60 658 | 70 196 | 32 917 | 27 475 | 67 208 | 60 487 |

## Service des voyageurs

### Accueil
Gare SNCF, elle dispose d'un bâtiment voyageurs, avec guichet, ouvert tous les jours. Des aménagements, équipements et services sont à la disposition des personnes à la mobilité réduite. Un bar est présent dans le bâtiment de la gare.

### Desserte
Breil-sur-Roya est desservie par des trains TER PACA qui effectuent des missions entre : les gares de Nice-Ville et de Breil-sur-Roya ou Tende, et par des trains italiens entre Vintimille et Coni.

### Intermodalité
Un parking pour les véhicules est disponible devant la gare. 
La gare est desservie par un autocar du réseau de la communauté d'agglomération de la Riviera française (Zest), par l'intermédiaire de l'arrêt Breil-sur-Roya Gare avec la ligne 25.